# Багатогранник Дюрера
| Зрізана трикутна трапеція моноліт Дюрера | Зрізана трикутна трапеція моноліт Дюрера |
| ---------------------------------------- | ---------------------------------------- |
|                                          |                                          |
| Тип                                      | Укорочена трапеція                       |
| Обличчя                                  | 6 п'ятикутників, 2 трикутники            |
| Краї                                     | 18                                       |
| Вершини                                  | 12                                       |
| Група симетрії                           | D 3d, [2 +, 6], (2*3)                    |
| Подвійний багатогранник                  | Гіроелонгована трикутна біпіраміда       |
| Властивості                              | опуклий                                  |

Багатогранник Дюрера — багатогранник, зображений на гравюрі Меланхолія художника Альбрехта Дюрера. У геометрії зрі́зана трикутна трапеція є однією з серії зрі́заних багатогранних трапецій. Вона має 6 п'ятикутників та 2 трикутні грані.

## Геометрія
Цей багатогранник більше схожий на "якийсь момент" проходження гіперкубу з 4-го виміру через площину 3-го виміру. 
Якщо додати, що художник був математиком, то ймовірно він бачив цю 4-вимірну фігуру в своїй уяві в "проходженні". 
Так, в 3-вимірному просторі ця фігура може бути побудована шляхом обрізання двох протилежних вершин куба, трикутного трапеції (опуклий багатогранник із шістьма сторонами ромба, утвореного розтягуванням або скороченням куба вздовж однієї з його довгих діагоналей), або з ромбоедра чи паралелепіпеда (менш симетричні багатогранники, які все ще мають таку ж комбінаторну будову, як куб). У випадку куба або тригональної трапеції, де дві зрізані вершини — це ті, що розташовуються на осях, що розтягуються, отримана форма має триразову обертальну симетрію.

## Моноліт Дюрера

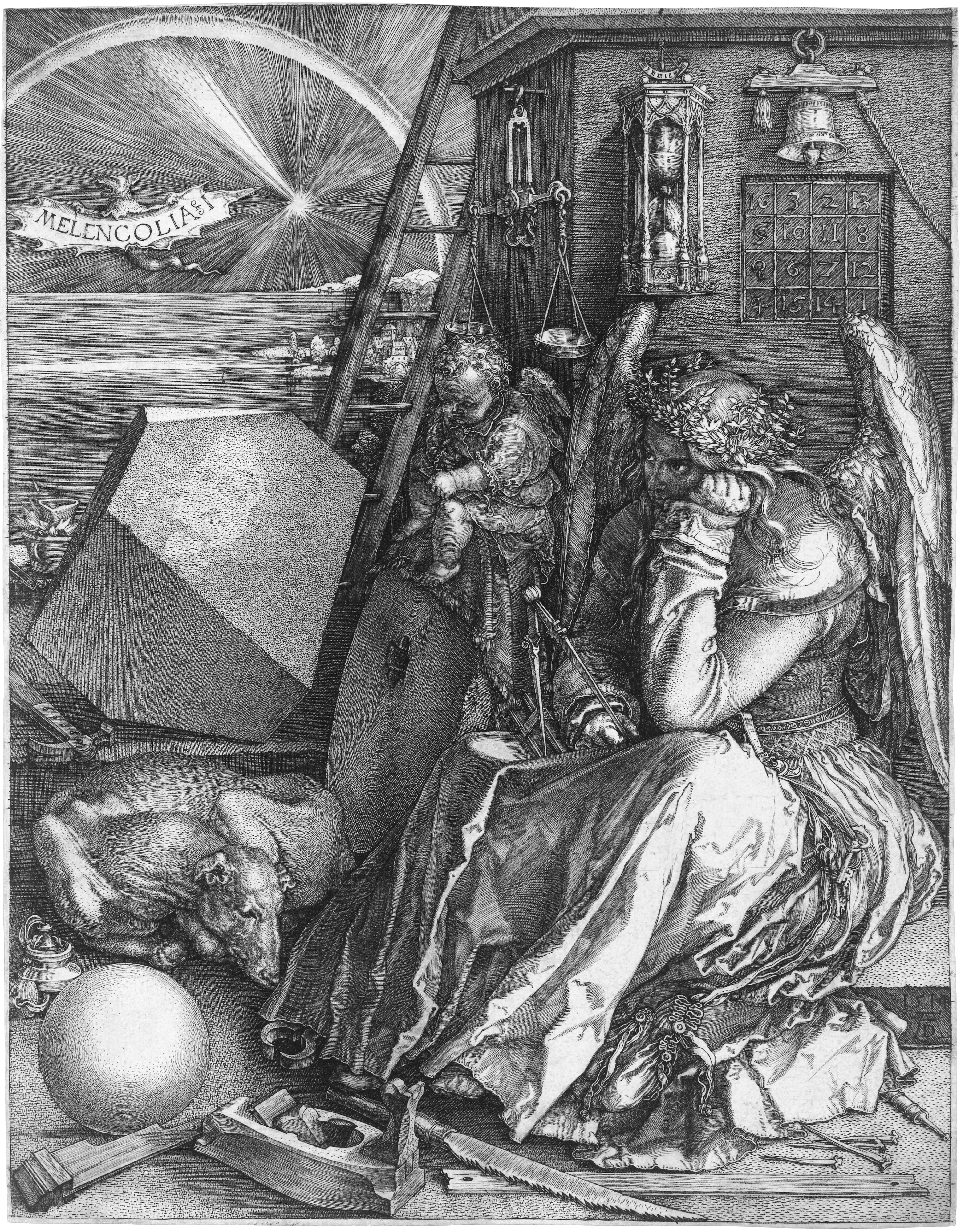
Меланхолія (1514 рік)

Цей багатогранник іноді називають монолітом Дюрера, через його появу в гравюрі Меланхолія 1514 року. Граф, утворений його ребрами і вершинами, називається графом Дюрера.
Форма моноліту, зображеного Дюрером, є предметом наукових дискусій, які точаться навколо того, яке геометричне тіло було зрізане: куб, чи
ромбоедр.
Більшість вчених більше схиляються до другого варіанту, але існують ще декілька припущень щодо цього:
- Ріхтер стверджує, що ромби ромбоедра, з яких складається ця форма, мають 5: 6 як співвідношення між їх короткими та довгими діагоналями, від яких гострі кути ромбів становитимуть приблизно 80 °[2].
- Шредер (1980) та Лінч (1982) натомість роблять висновок, що відношення дорівнює √3: 2 і що кут приблизно 82 °Schröder, E. (1980), Dürer, Kunst und Geometrie, Dürers künstlerisches Schaffen aus der Sicht seiner "Underweysung", Basel Як цитує Weitzel, (2004).
- МакГілларі вимірює особливості креслення і виявляє, що кут приблизно 79 °. Він і Вольф фон Енгельгардт (див. Хідеко, 2009) стверджують, що цей вибір кута походить від його фізичного виникнення в кристалах кальциту.
- Шрайбер стверджує, що спираючись на праці Дюрера, можна стверджувати, що всі вершини моноліта Дюрера лежать на спільній сфері, а також кути ромба дорівнюють 72 °. Хідеко (2009) перераховує декількох інших науковців, які також віддають перевагу теорії 72 °, починаючи з Павла Гродзінського в 1955 році. Він стверджує, що ця теорія мотивована не лише аналізом малюнка, а насамперед естетичними принципами, що стосуються правильних п'ятикутників і золотого перетину[3].
- Вейцлер аналізує ескіз Дюрера 1510 р. того ж моноліта. Він підтверджує гіпотезу Шрайбера про те, що форма має окружність, але з кутами ромба приблизно 79,5 °[4][5][5].
- Хідеко стверджує, що форма призначена для відображення знаменитої геометричної проблеми подвоєння куба, про яку Дюрер також писав у 1525 р. Тому він робить висновок, що (перш ніж відрізати кути) форма є кубом розтягнутим по його довгій діагоналі. Більш конкретно, він стверджує, що Дюрер намалював фактичний куб з довгою діагоналлю, паралельною перспективі площини, а потім збільшив свій малюнок деяким фактором у напрямку довгої діагоналі; результат був би таким самим, як якщо б він намалював витягнуте тверде тіло. Він збільшує коефіцієнт збільшення, що має значення для подвоєння куба 21/3 ≈ 1.253, але Хідеко отримує інший коефіцієнт збільшення, який краще відповідає малюнку, 1.277, більш складним чином[6].
- Футамура, Франц і Краннел класифікують запропоновані рішення цієї проблеми за двома параметрами: гострим кутом та перехресним співвідношенням. Їх оцінка перехресного співвідношення близька до рівня МакГілларі і має числове значення, близьке до золотого перетину. Виходячи з цього, вони вважають, що гострий кут {\displaystyle 2\arctan(\varphi /2)\approx 78^{\circ }} і що перехресне співвідношення точно {\displaystyle \varphi }[7].